# Catocala optata
Catocala optata és una espècie de papallona nocturna de la subfamília Erebinae i la família Erebidae.

## Distribució
Es troba a Espanya, Portugal, França i Marroc.

## Descripció
Fa 61-63 mm d'envergadura alar.
Els adults volen de juliol a setembre.

## Plantes nutrícies
Les larves han estat enregistrades alimentant-se de Salix caprea i Salix viminalis. Les larves poden trobar-se de juny a juliol.

## Subespècies
- Catocala optata optata
- Catocala optata atlantica Le Cerf, 1932 (Marroc)